# Cordelia’s Dad

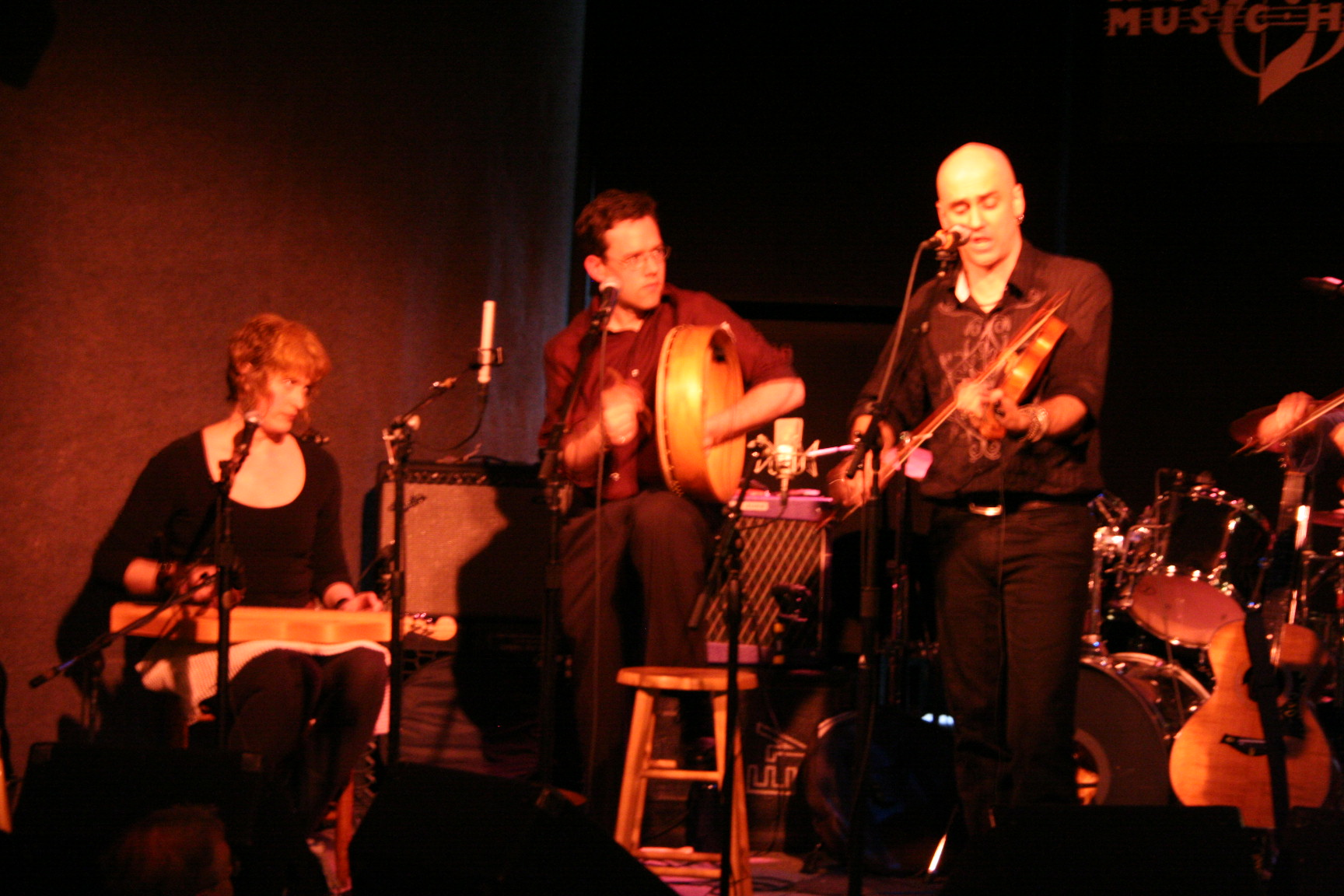
Konzert im April 2007

Cordelia's Dad ist eine Musikgruppe aus Northampton, Massachusetts, die in den frühen 1990er Jahren durch ihre von Folk und Punkrock beeinflusste Musik international bekannt wurde und mit ihren Alben auf OKra Records (in Deutschland durch Normal Records vertrieben) bei der Entstehung jenes Genres mitwirkte, das später „No Depression“ genannt wurde. Die Band wurde 1987 gegründet und war bis 1998 aktiv. Danach siedelten die Bandmitglieder in verschiedene Teile der Vereinigten Staaten um. Nachdem die Band 2002 ein Album mit älterem Material veröffentlicht hatte, reformierte sie sich 2007 aus Anlass ihres zwanzigjährigen Jubiläums.

## Geschichte
Cordelia's Dad wurde 1987 von drei Studenten des Amherst College gegründet: Tim Eriksen (Bass, Gesang), Peter Irvine (Schlagzeug) und Tom King (Gitarre). Obwohl alle drei schon vorher mit traditioneller amerikanischer Musik in Berührung gekommen waren, ähnelte der ursprüngliche Sound der Band mehr dem Alternative-Rock von Bands wie Dinosaur Jr. Ihr erstes, noch unbetiteltes Album wurde daher auch in den Bostoner Fort-Apache-Studios aufgenommen, in denen gleichzeitig die Pixies, Uncle Tupelo und andere ihre Alben aufnahmen. Das wesentliche Unterscheidungsmerkmal gegenüber ihren Fort-Apache-Mitstreitern war, dass Cordelia's Dads erste Veröffentlichungen mit nur wenigen Ausnahmen auf anglo-amerikanische Folksongs zurückgriffen, die als Feedback-lastige Rocksongs aufgeführt wurden. Ihr zweites Album How Can I Sleep, das von Dave Schramm aufgenommen wurde, setzte die Verwendung von traditionellem Material fort, erhöhte aber den Anteil solcher Stücke, die als akustische Folksongs interpretiert wurden. Diese Wandlung führte zum Trend, die Musik der Band als „schizophrenisch“ zu bezeichnen.
Die Wandlung zur Folkband wurde 1993 vollendet mit The Joy Fun Garden, einem nur in Deutschland in limitierter Auflage (beim Normal-Records-Sublabel „Return to Sender“) veröffentlichten Mini-Album. King verließ die Band nach der Aufnahme und wurde durch die Bassistin Cath Oss ersetzt. Eriksen wechselte daraufhin zur Gitarre. Das dritte reguläre Album Comet (Omnium 1993) erhielt – bis auf das letzte Stück „Jersey City“ und Bonustracks auf internationalen Veröffentlichungen – nur akustische Aufnahmen.
Die Band verabschiedete sich vorerst von ihrem Rocksound mit dem 1996 veröffentlichten Live-Album Roadkill (Scenesof). Danach wurde Cordelia's Dad als rein akustisches Projekt weitergeführt; die Rocksongs wurden an ein Nebenprojekt namens „io“ delegiert. Die Mitglieder der Hauptband hatten zu dieser Zeit begonnen, die Form des „Shape Note Singings“ wiederzubeleben. Der neue Einfluss machte sich auf dem vierten Album Spine (Appleseed 1998) bemerkbar, das von Steve Albin aufgenommen wurde und für das die Geigerin Laura Risk zu der Band stieß. Spine wurde das von der Kritik am besten rezensierte Album der Band. Aber es war auch das letzte für vier Jahre, nachdem die Bandmitglieder angefangen hatten, ihre Basis in West Massachusetts zu verlassen. Irvine zog nach Portland, Oregon, um als Musikanwalt zu praktizieren. Oss zog nach Newcastle upon Tyne und spielte später in der Band Spraydog. Eriksen zog nach Minneapolis und begann dort eine Karriere als Musikologe, in deren Verlauf er auch für die Aufnahmen zum Spielfilm Cold Mountain und dessen Soundtrack eingeladen wurde.
Das bisher letzte Album What It Is (Appleseed) wurde 2002 veröffentlicht, enthielt aber nur Aufnahmen, die in den beiden vorherigen Alben wegen ihres Rockformats nicht berücksichtigt wurden. Danach blieb die Band inaktiv, bis zwei ihrer Gründungsmitglieder – Eriksen und Irvine – nach Massachusetts zurückkehrten und zum zwanzigjährigen Jubiläum der Band eine Reihe lokaler Konzerte teils als Rock-, teils als Folkband spielten.

## Diskografie
- 1990: Cordelia's Dad (OKra)
- 1992: How Can I Sleep? (OKra)
- 1993: The Joy Fun Garden (Return to Sender, limited release)
- 1995: Comet (Omnium)
- 1996: Road Kill (Scenesof, live album)
- 1998: Spine (Appleseed)
- 2002: What It Is (Kimchee)
- 2003: Jane / Promise / Closing Year (3-Song-EP; Dark Beloved Cloud)

## Referenzen
- Colin Larkin: „Cordelia's Dad“ (Bandprofil), The Guinness Encyclopedia of Popular Music, p. 938, Guinness World Records Limited; 2nd Rev Ed (1995). ISBN 0-85112-662-6
- Irwin Stambler, Lyndon Stambler: „Cordelia's Dad“ (Bandprofil), Folk and Blues: The Premier Encyclopedia of American Roots Music, St. Martin's Press (2001). ISBN 0-312-20057-9
- Stewart Mason: Cordelia's Dad Biography, Allmusic .
- Michael Ruff: Cordelia's Dad (Rezension), Spex Dezember 1990, S. 55f.
- Jörg Heiser: How Can I Sleep (Rezension), Spex Januar 1993, S. 80.
- Paul A. Harris: „Quick Change Act: Cordelia's Dad Moves From Pure to Punk“, St. Louis Post-Dispatch, 10. März 1995. (via Factiva)
- Wolfgang Doebeling: Comet (Vinyl) (Rezension) Rolling Stone (Deutsche Edition), April 1995 .
- Bill Eichenberger: „Playlist: Comet Leaves Dark Trail From Our Past“, The Columbus Dispatch, 6. Juli 1995. (via Factiva)
- Edinburgh Evening News: „Reviews - Tim Eriksen - Folk ready to be punk-rocked to its foundations“, 3. April 2002. (via Factiva)
- Larry Katz: „The shape note of things to come“, Boston Herald, 26. Dezember 2003. (via Factiva)
- Randy Harward: What It Is (Rezension) CMJ New Music Monthly Issue 765, 3. Juni 2002.
- Chuck Eddy: „Cordelia's Dad; A Thousand Times Yes; Sullen“ (Rezensionen), Village Voice 8.–14. Oktober 2003 .